# Hermann Goebel (Politiker)
Hermann Goebel (* 4. Juli 1873 in Priebus; † 1927) war ein deutscher Jurist und Politiker (Zentrum). Von 1919 bis 1921 war er Mitglied der Verfassunggebenden Preußischen Landesversammlung, von 1921 bis zu seinem Tod Abgeordneter im Preußischen Landtag.

## Leben
Nach dem Besuch der Elementarschule in Priebus und der Gymnasien in Bunzlau und Sorau studierte Goebel Rechts- und Staatswissenschaften an den Universitäten in Leipzig, Berlin, München und Breslau. Er legte im Mai 1894 das Erste Juristische Staatsexamen ab und absolvierte im Anschluss das Referendariat. Nach Ablegung des Zweiten Juristischen Staatsexamens trat er als Gerichtsassessor in den preußischen Justizdienst ein. Ab März 1901 war er Amtsrichter im oberschlesischen Myslowitz. Am 30. Mai 1913 erhielt er die Beförderung zum Amtsgerichtsrat.
Während des Ersten Weltkrieges wirkte Goebel als Richter in den besetzten Gebieten. So war er von März 1915 bis zum 1. April 1918 Aufsichtsrichter des Kaiserlich Deutschen Bezirksgerichtes im polnischen Bendzin und von Mai bis zum 9. November 1918 Erster Staatsanwalt beim Kaiserlich Deutschen Bezirksgericht im belgischen Charleroi.
Goebel betätigte sich politisch und war Vorsitzender des Kreiskomitees der Zentrumspartei Kattowitz. Außerdem war er Mitglied des Kirchenvorstands und Vorstandsmitglied verschiedener katholischer Vereine. Vom 16. Juni 1908 bis zum 15. November 1918 war er Mitglied des Preußischen Abgeordnetenhauses; von 1919 bis 1921 Mitglied der Verfassunggebenden Preußischen Landesversammlung. Im Februar 1921 wurde er als Abgeordneter in den Preußischen Landtag gewählt, dem er bis zu seinem Tode angehörte. Im Parlament vertrat er den Wahlkreis 9 (Oberschlesien).